# Oxid antimonitý
Oxid antimonitý (chemický vzorec Sb4O6, někdy zkráceně jen Sb2O3) je nejdůležitější sloučeninou antimonu.

## Příprava
Oxid antimonitý lze připravit více způsoby:
- Spalováním elementárního antimonu na vzduchu:

4 Sb + 3 O2 → Sb4O6.
- Hydrolýzou chloridu antimonitého:

4 SbCl3 + 6 H2O → Sb4O6 + 12 HCl.
- Pražením minerálů antimonu (hlavní průmyslová metoda přípravy).

## Chemické vlastnosti
Oxid antimonitý je amfoterní oxid. Lze ho přímo oxidovat na oxid antimoničný nebo jiné sloučeniny antimoničné. Také ho lze jednoduše redukovat na antimon.

## Struktura
V pevném stavu se oxid antimonitý vyskytuje ve struktuře, která tvarem odpovídá struktuře adamantanu. Každý atom antimonu je vázán se třemi atomy kyslíku a ty následně s dalšími třemi atomy antimonu. Všechny atomy antimonu jsou tedy vzájemně provázány přes "kyslíkové můstky". Je proto vhodnější zapisovat vzorec oxidu jako Sb4O6 a nikoliv Sb2O3 i když tento zápis není chybně, ale nezachycuje plně strukturu sloučeniny.
V plynné fázi existuje tento oxid v dimerní formě Sb4O6, která je isostrukturní s oxidem fosforečným, tato forma je přítomna také v krystalické kubické formě. Monoklinická forma má lístkovou strukturu složenou z pyramidálních skupin {SbO3}, které sdílejí atom kyslíku.

## Použití
- Retardér hoření pro textil a polymery
- Kalící činidlo pro skla, keramiku a glazury
- Pigment

## Toxikologie
Oxid antimonitý je pouze slabě absorbován zažívací soustavou, hlavní cestou expozice je vdechování prachu. Vylučování antimonu z těla je pomalé, takže je nebezpečný z hlediska chronické toxicity. Akutní otravy nejsou časté.[zdroj?]